# فرودگاه شهری کیرنی
فرودگاه شهری کیرنی (به انگلیسی: Kearney Regional Airport) یک فرودگاه همگانی بهره‌برداری هوایی با کد یاتا EAR است که یک باند فرود آسفالت دارد و طول باند آن ۲۱۶۲ متر است. این فرودگاه در کشور ایالات متحده آمریکا قرار دارد و در ارتفاع ۶۵۰ متری از سطح دریا واقع شده است.